# فرد الكسندر باركلي
فرد الكسندر باركلي (بالإنجليزية: Fred Alexander Barkley)‏ هو عالم نبات أمريكي، ولد في 1908، وتوفي في 1989.